# 王懿 (1986年)
王懿（1986年11月7日—2023年8月23日），常用网名Akid，贵州贵阳人。曾就职于译言，后曾担任中国大陆自媒体大象公会写手。
2023年8月23日因长期饥饿在日本八王子市去世。

## 生平
1986年11月7日生于中国贵州省贵阳市，2002年考入吉林大学，2009年毕业于武汉大学，获得硕士学位。2022年10月赴日留学。据有关媒体报道，王懿曾于2020年从亲戚那里借了20万元用于申请赴日签证的资产证明，但最后并未打算偿还。
2023年8月23日因病在日本东京都八王子市去世，其好友发文悼念，认为其死于神经性厌食症，亦有媒体表示王懿由于经济窘迫而饿死，其在社交媒体X上的帖子包括请求网友为她提供食物等内容。
使馆告知其父母死讯后，他们签署了放弃认领遗体授权书。与她死亡事件相关的知乎提问浏览量在一个月内超过2400万次。

## 个人言论争议
其个人言論受到来自中国网民的指责。例如，她曾多次称中国为支那，还在多个平台发文支持特朗普和普京。2023年8月在推特上转发中国正在存储石油和食品时则写道“饿殍遍野的未来”，前后的推特发文中，她却公然乞讨食物，附带照片可见她严重消瘦。她确认死亡后有网友在贴下对其留言嘲讽，称她为饿殍，内容常与其所讨要的“燒鵝”等食物相关。